# Atlascystis
Atlascystis je vyhynulý rod ostnokožce ze skupiny Ctenocystoidea, s jediným druhem Atlascystis acantha. Rod i druh popsala Stephanie C. Woodgateová spolu s kolegy roku 2025. Odborné jméno kombinuje místo nálezu, tj. pohoří Atlas, a latinská označení pro měchýř (cystis) a trnitý (acantha).
Organismus měřil podle dochovaných nálezů asi 3,3 až 9,9 mm na délku a 2,9 až 8,1 mm na šířku. Tělo je zploštělé, dvoustranně souměrné a podobné trojúhelníku, s nápadnými trny.
Atlascystis je starý přes 500 milionů let (období kambria) a jeho význam z pohledu evoluční teorie tkví v tom, že v době svého popisu byl označen za nejstaršího ostnokožce a mezičlánek mezi současnými radiálně souměrnými ostnokožci a jejich dvoustranně souměrnými předky, respektive blízce příbuznými taxony (polostrunatci, odb. Hemichordata). S ostatními ostnokožci přičemž rod Atlascystis spojuje přítomnost ambulakrálních destiček.